# Maria Olaru
Maria Ludovica Olaru (4 de junho de 1982, Fălticeni) é uma ex-ginasta romena, que competiu em provas da ginástica artística. Olaru conquistou duas medalhas olímpicas, uma de ouro na prova por equipes e uma de prata no Individual Geral, ambas nos Jogos Olímpicos de 2000, disputados em Sydney.

## Carreira
Olaru iniciou na ginástica em 1989, aos sete anos de idade, em Fălticeni, mas rapidamente se transferiu para um clube em Deva, e disputou sua primeira competição internacional em 1992. Ela passou a integrar a equipe nacional júnior da Romênia em 1993, porém seis meses depois voltou ao clube dela. Em 1995 aderiu definitivamente a equipe júnior em Bucareste. Sua primeira grande competição como sênior foi o XXII Campeonato Europeu de Ginástica Artística, disputado em 1998 na cidade de São Petersburgo, Rússia, onde ajudou a equipe romena a conquistar a medalha de ouro na prova por equipes e conquistou a medalha de prata na prova do Salto.
No Campeonato Mundial disputado em outubro de 1999 em Tianjin, China, Olaru foi um dos principais nomes da competição, conquistando duas medalhas de ouro nas provas por Equipes e no Individual Geral(sendo a segunda romena a conquistar o título mundial individual na história, antes somente Aurelia Dobre em 1987), e uma de bronze na prova do Salto, também foi a final da Trave onde ficou com o quarto lugar, e das Barras Assimétricas onde ficou em sexto lugar. Nos Jogos Olímpicos de 2000 disputados em Sydney, Austrália, Olaru continuou seu sucesso onde ajudou a equipe romena a conquistar a medalha de ouro na prova por equipes, junto a Andreea Răducan, Simona Amânar, Loredana Boboc, Andreea Isărescu e Claudia Presăcan. Também conquistou uma medalha de bronze no Individual Geral, porém com a desclassificação da campeã Andreea Răducan, que no teste antidoping deu positivo para o uso pseudoefedrina, considerada dopante, acabou herdando a medalha de prata.
Ainda em 2000, Olaru disputou o Campeonato Europeu em Paris, França, onde conquistou a medalha de bronze na prova por equipes. Após a competição anunciou sua aposentadoria, e se matriculou na Universitatea de Vest din Timişoara.

## Principais resultados
| Ano  | Evento             | Cidade          | AA               | Equipe            | Barras assimétricas | Trave | Solo | Salto sobre o cavalo |
| ---- | ------------------ | --------------- | ---------------- | ----------------- | ------------------- | ----- | ---- | -------------------- |
| 1998 | Campeonato Europeu | São Petersburgo |                  | Medalha de ouro   |                     |       |      | Medalha de prata     |
| 1999 | Campeonato Mundial | Tianjin         | Medalha de ouro  | Medalha de ouro   | 6º                  | 4º    |      | Medalha de bronze    |
| 2000 | Jogos Olímpicos    | Sydney          | Medalha de prata | Medalha de ouro   |                     | 6º    |      |                      |
| 2000 | Campeonato Europeu | Paris           |                  | Medalha de bronze |                     |       |      |                      |